# Hughenden
Hughenden ist eine Kleinstadt in Queensland, Australien. Hughenden liegt etwa 1.440 Kilometer nordwestlich der Hauptstadt Brisbane, etwa 380 Kilometer westlich von Townsville und ca. 520 Kilometer östlich von Mount Isa. Sie ist der Sitz des lokalen Verwaltungsgebiets (LGA) Flinders Shire Council.
Hughenden liegt am Ufer des Flinders River und ist Verwaltungszentrum des Flinders Shire. Die Stadt Hughenden hat etwa 1100 Einwohner, im gesamten Shire leben etwa 1300 Menschen. In der Stadt treffen der Flinders Highway, welcher in Ost-West-Richtung von Townsville nach Cloncurry führt und die Kennedy Developmental Road, welche in Nord-Süd-Richtung von Cairns nach Winton führt, aufeinander.
Hughenden erhielt seinen Namen von den ersten Siedlern der Gegend. Diese benannten den Ort nach Hughenden Manor, einer Schlossanlage in England und Wohnsitz des früheren britischen Premierministers Benjamin Disraeli.
Die Gegend um Hughenden ist geprägt von großen Farmen zur Rinder- und Schafzucht. Die Anzahl der Tiere ist allerdings stark schwankend, da das Angebot an Futter direkt von den jährlichen Niederschlägen abhängt. So sind längere Trockenperioden einerseits und Fluten nach heftigem Regenfall andererseits normal in dieser Gegend. Aus ebendiesem Grund wird außer der Tierzucht auch kaum Landwirtschaft betrieben.
Im Zentrum von Hughenden steht die Nachbildung eines Muttaburrasaurus. Ein Skelett dieses Dinosauriers wurde 1963 bei Muttaburra südlich von Hughenden gefunden. Weitere Dinosaurierknochen und -zähne wurden in der Gegend um Hughenden gefunden. Heute gibt es in Hughenden ein jährliches Dinosaurierfestival.